# 南島和久
南島 和久（なじま かずひさ、1972年 - ）は、日本の政治学者。政治学博士 (法政大学) 。
龍谷大学政策学部教授。元新潟大学法学部教授。日本評価学会 副会長、日本公共政策学会 理事兼年報委員長。外務省政策評価アドバイザリー・グループの一員。

## 略歴
2000年 - 法政大学大学院 社会科学研究科 政治学専攻修士課程修了。2006年 - 法政大学大学院 社会科学研究科 政治学専攻博士後期課程修了。
2007年 - 長崎県立大学 経済学部 講師。2008年 - 神戸学院大学 法学部 准教授。
2016年 - 新潟大学 法学部 教授。2019年 - 新潟大学 法学部 副学部長。2021年 - 龍谷大学 政策学部 教授。

## 所属学会
日本政治学会、日本地方自治学会、日本評価学会、日本行政学会、日本公共政策学会に所属。

## 著作等

### 単著・共著
- 『自治体経営改革』（ぎょうせい、2004年）
- 『政策評価の基礎用語』（行政管理研究センター、2005年）
- 『改訂版 市民のための地方自治入門』（実務教育出版、2005年）
- 『自治体職員制度の設計－実態に即した人事行政改革－』（公人社、2007年）
- 『ローカルガバメントとローカルガバナンス』（法政大学出版局、2008年）
- 『詳解・政策評価ガイドブック：法律、基本方針、ガイドラインの総合解説』（ぎょうせい、2008年）
- 『新訂版 市民のための地方自治入門』（実務教育出版、2009年）
- 『公共部門の評価と管理』（晃洋書房、2010年）
- 『行政研究のネクスト・ステージ』（ぎょうせい、2011年）
- 『「質問力」からはじめる自治体議会改革』（公人の友社、2012年）
- 『東アジアの公務員制度』（法政大学出版局、2013年）
- 『組織としての大学－役割や機能をどうみるか－』（岩波書店、2013年）
- 『公共サービス改革の本質』 （敬文堂、2014年）
- 『よくわかる自殺対策－多分野連携と現場力で「いのち」を守る』（ぎょうせい、2015年）
- 『ホーンブック基礎行政学 第三版』（北樹出版、2015年）
- 『「それでも大学が必要」と言われるために』（創成社、2016年）
- 『都市自治体の文化芸術ガバナンスと公民連携』（日本都市センター、2018年）
- 『公共政策学』（ミネルヴァ書房、2018年）
- 『よくわかる政治過程論』（ミネルヴァ書房、2018年）
- 『地方自治入門』（法律文化社、2023年）